# Encenser

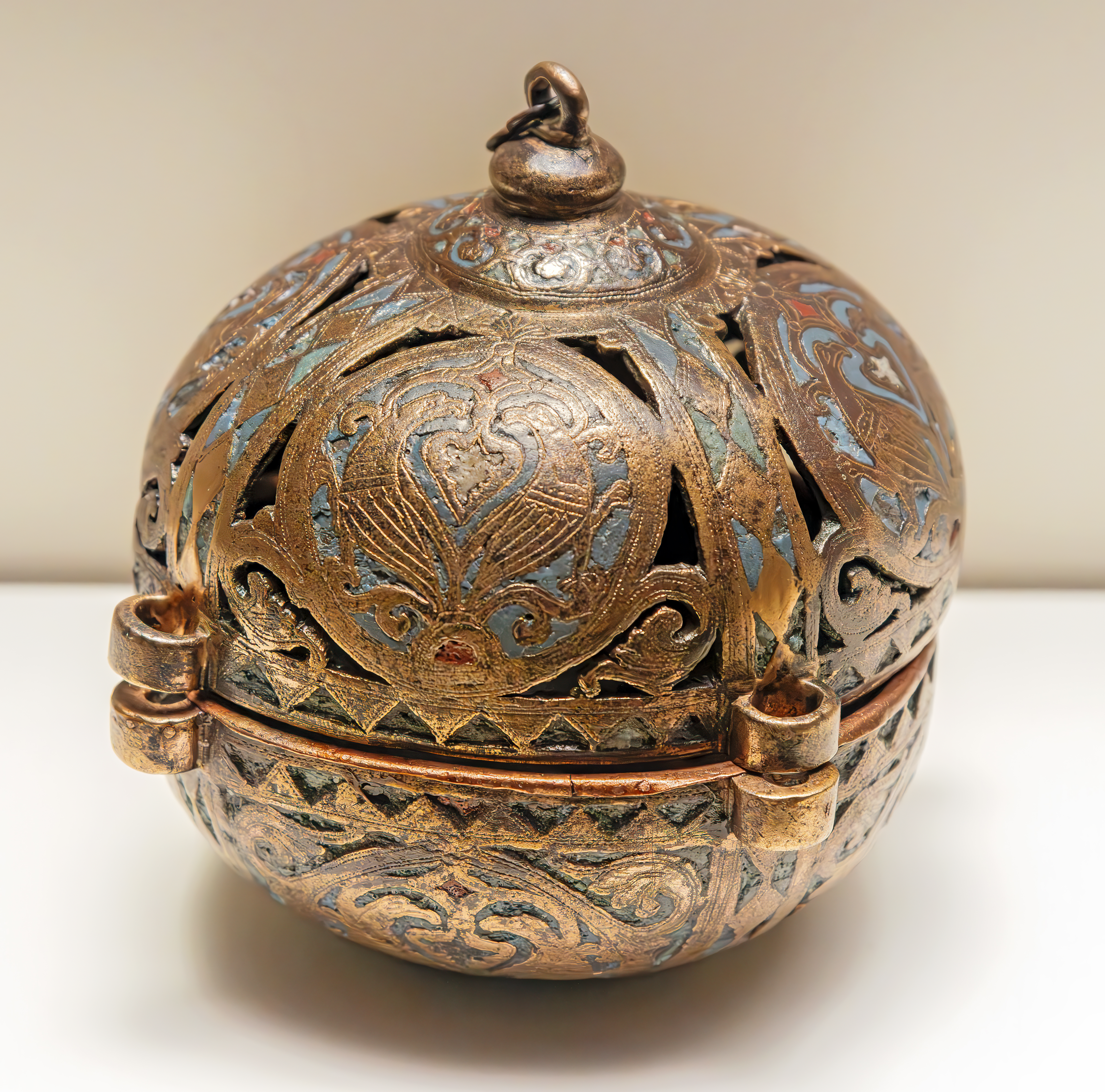
Encenser al tresor romànic del Museu Nacional d'Art de Catalunya

Els encensers o turíbuls són recipients per a cremar encens que es fa servir en determinades celebracions religioses. Són coneguts en l'antiguitat judaica i encara en l'egípcia i grecoromana, es van adoptar per l'església des dels primers segles, segons consta per documents històrics i per les representacions figurades en frescos i miniatures de còdexs de l'alta edat mitjana. Però d'ells no sembla que es conserven exemplars anteriors al segle xii. Els primers encensers hagueren de tenir la forma d'urna amb tapa perforada i de les al·ludides pintures s'infereix que ja des del segle x van prendre forma de globus i hagueren de manejar-se amb tres o quatre cadenetes.

## Història
L'encenser és un petit braser que s'empra com a contenidor crematori d'encens en determinades cerimònies litúrgiques. El seu ús està documentat des d'antic i en època romànica el trobem representat sovint.
Per exemple, al MNAC es pot veure a les pintures murals d'Esterri de Cardós, a les Pintures de Sorpe o a Sant Esteve d'Andorra.
A l'època romànica va prendre diverses formes, com ara l'esfèrica, de la qual la peça que il·lustra l'article és un clar exemple. Està constituït per dues peces semiesfèriques, la superior calada, decorades cada una amb elements vegetals i parelles d'aus enfrontades dins un cercle. Aquest tema és molt habitual i s'inscriu dins els repertoris que reflecteixen el record del món romà d'Orient o islàmic, a través de produccions del món dels teixits o dels voris. La peça se subjectava amb cadenes, a partir dels quatre punts de subjecció, que, a més, marquen la distribució quadripartida de la decoració de la peça.
Alguns dels centres de producció d'orfebreria i esmalt més importants de l'Europa occidental a l'època romànica van ser Lieja, Colònia, Llemotges i Silos.
Cal suposar, a més, l'existència de tallers d'abast més local que seguien els procediments i models dels més importants. En aquest marc, l'encenser esfèric s'ha considerat, amb força unanimitat, un bon exemple de peça catalana que reflecteix les produccions locals anteriors a la gran difusió del productes llemosins, que s'introduiran amb molta força en diverses zones d'Europa, entre les quals hi ha Catalunya.